# Rezerwat przyrody Zamczysko (województwo świętokrzyskie)
Rezerwat przyrody Zamczysko – rezerwat leśny w leśnictwie Widełki w Nadleśnictwie Łagów, na terenie Cisowsko-Orłowińskiego Parku Krajobrazowego, w gminie Bieliny między miejscowościami Makoszyn i Widełki w powiecie kieleckim, w województwie świętokrzyskim.
- Powierzchnia: 14,55 ha[3] (akt powołujący podawał 12,96 ha)
- Rok utworzenia: 1959
- Dokument powołujący: Zarządz. MLiPD z 15 maja 1959; MP. 61/1959, poz. 310
- Numer ewidencyjny WKP: 021
- Charakter rezerwatu: ścisły
- Przedmiot ochrony: fragmenty lasu mieszanego bukowego o charakterze pierwotnym.

Położony jest w centralnej części Pasma Orłowińskiego i zajmuje szczytową część góry Wysokówki (412 m n.p.m.). Rezerwat porośnięty jest pięknym mieszanym lasem bukowym z domieszką jodły, jawora, klonu i dębu bezszypułkowego z runem typowym dla buczyn dolnoreglowych. Przedmiot ochrony w rezerwacie stanowi zbiorowisko roślinne żyzna buczyna karpacka Dentario glandulosae- Fagetum rzadko spotykane na niżu. Niektóre okazy drzew osiągają wiek około 220 lat. Spośród roślin zielnych występują tu m.in.: żywiec cebulkowy, żywiec gruczołowaty, marzanka wonna, kopytnik pospolity, gajowiec, nerecznica krótkoostna, czyściec leśny, bluszcz pospolity i czosnek niedźwiedzi. W rezerwacie Zamczysko nie wykonuje się żadnych zabiegów gospodarczych.